# Castell de Ramonet
El castell de Ramonet és un monument protegit com a bé cultural d'interès nacional al municipi d'Aiguamúrcia (Alt Camp).

## Descripció
Les restes del castell ocupen el cim d'un turó, a la casa dita Cal Ramonet, entre Montagut i el Pont d'Armentera. Concretament es troben a 300 m al nord-oest del repetidor de televisió que hi ha al peu del Montmell, a la pista de Querol, a la carretera TV-2441. El conjunt té una extensió de 30 X 30 m.
El més destacat que ens queda està sobretot a la banda nord-occidental del planell. Al seu límit hi ha una sala de planta rectangular i al costat, diverses dependències annexes. A l'extrem oposat del cim del turó, cap al sud-est, queden restes d'una possible torre.
La sala situada al nord-est, té dues parets, la sud-oest i la nord-oest que es conserven fins a una alçada de tres metres. ELs murs estan fets amb carreus poc o molt escairats, llargs, col·locats en filades i units amb morter de calç de poca qualitat. Les pedres dels caires i d'algun sector del mur són més grosses.
Aquesta construcció principipal sembla que se n'hi afegí una altra al costat sud-oest. A l'est també s'hi han trobat restes de tres o quatre cambres organitzades a banda i banda d'un mur central que va de nord-oest a sud-est. Algunes de les parets d'aquestes cambres estan molt deteriorades i es fa difícil de distingir-les.
A 31 m de la sala principal, quasi a l'extrem oposat del planell que hi ha al cim del turó, veiem la paret oest d'una possible torre. A la banda oriental només hi ha un munt d'enderrocs.

## Història
Aquest castell era inclòs originàriament dins del terme de Montagut. Fou una possessió de la família Cervelló i més tard del monestir de Santes Creus. El 1229 Ramon Alemany de Cervelló el donà a la seva muller, Gueraua de Cervera, que el llegà en testament al monestir de Santes Creus. A més, les propietats i drets del monestir sobre el terme de Ramonet foren engrandits per diverses transaccions al llarg de tot el segle xiii. El 1261 Berenguer de Montagut donà al cenobi tots els drets que ell tenia del lloc. Ramon de Queralt, el 1265, vengué a Santes Creus els seus drets. El 1266 ho feren també Sibil·la i Bernat de Salada. El 1268 fou el monestir qui comprà els drets que tenia Berenguer d'Avinyó i completà el seu domini de Ramonet el 1475 amb la compra dels drets del baró de Montagut.